# Jesús Agustín López de Lama
Jesús Agustín López de Lama (ur. 25 grudnia 1929 w Cedillo de la Torre, zm. 8 lutego 2023 w Bilbao) – hiszpański duchowny rzymskokatolicki posługujący w Boliwii, w latach 1966-1991 prałat terytorialny Corocoro.

## Życiorys
Święcenia kapłańskie przyjął 14 marca 1954. 10 czerwca 1966 został prekonizowany prałatem terytorialnym Corocoro ze stolicą tytularną Casae Calanae. Sakrę biskupią otrzymał 4 września 1966. 5 listopada 1977 zrzekł się stolicy tytularnej. 5 września 1991 zrezygnował z urzędu.